# Ernst Dümmler
Ernst Ludwig Dümmler (Berlino, 2 gennaio 1830 – Friedrichroda, 11 settembre 1902) è stato uno storico tedesco.

## Biografia
Ernst Ludwig nacque a Berlino, era il figlio di Ferdinand Dümmler (1777-1846), un libraio di Berlino. Studiò legge, filologia classica e storia, a Bonn, sotto gli insegnanti Johann Wilhelm Löbell, e a Berlino, Leopold von Ranke e Wilhelm Wattenbach. La sua tesi di dottorato, De Arnulfo Francorum Rege (Berlino, 1852), fu un saggio notevole tra gli storici.
Entrò nella facoltà di Halle nel 1855. Nel 1858 diventò professore associato, e nel 1866 professore ordinario. Nel 1875 divenne membro dirigente del comitato di revisione del Monumenta Germaniae Historica. Nel 1888 diventò presidente del consiglio centrale di Berlino.

## Opere principali
- Piligrim von Passau und das Erzbisthum Lorch (1854).
- Über die älteste Geschichte der Slawen in Dalmatien (549-928) (1856).
- Das Formelbuch des Bischofs Salomo III. von Konstanz aus dem neunten Jahrhundert (1857).
- Anselm der Peripatetiker (1872).

La sua opera più nota fu Geschichte des Ostfränkischen Reiches (Berlino, 1862-1865, 2 volumi, 2 ° ed il 1887-1888, in 3 volumi).
In concomitanza con Wattenbach completò il Monumenta Alcuiniana (Berlino, 1873), che era stata iniziata da Philipp Jaffé e Rudolf Köpke.
Inoltre curò il primo e il secondo volume del "Poetae latini Aevi Carolini" per la Monumenta Germaniae Historica (Berlino, 1881-1884).

## Famiglia
Suo figlio, Ferdinand Dümmler (1859-1896), un archeologo e filologo, fu professore presso l'Università di Basilea dal 1890 fino alla sua morte avvenuta il 15 novembre 1896.